# Ленджи
Ле́нджи (латыш. Lendži) — населённый пункт в Резекненском крае Латвии. Административный центр Ленджской волости. Находится на берегу озера Вираудас. Расстояние до города Резекне составляет около 18 км. По данным на 2018 год, в населённом пункте проживало 234 человека.

## История
В советское время населённый пункт был центром Ленджского сельсовета Резекненского района. В селе располагалась центральная усадьба колхоза им. Кирова.